# ماروین کارترز
ماروین کارترز (انگلیسی: Marvin H. Caruthers; ۱۱ فوریهٔ ۱۹۴۰ – ) دانشمند در زمینه اهل ایالات متحده آمریکا بود.
وی همچنین برندهٔ جوایزی همچون مدال الیوت کرسون، کمک‌هزینه گوگنهایم، و نشان ملی علوم شده‌است.